# 78125 Salimbeni
78125 Salimbeni este un asteroid din centura principală de asteroizi.

## Descriere
78125 Salimbeni este un asteroid din centura principală de asteroizi. A fost descoperit pe 11 iulie 2002 la Campo Imperatore, în cadrul proiectului CINEOS. Asteroidul prezintă o orbită caracterizată de o semiaxă mare de 2,69 ua, o excentricitate de 0,16 și o înclinație de 16,1° în raport cu ecliptica.